# Бермеха
Бермеха (исп. Isla Bermeja), Бермея (англ. Bermeja) — остров-призрак, предположительно лежавший на севере мексиканского побережья полуострова Юкатан согласно картам Мексиканского залива XVI—XX веков. С 1990-х годов вопрос существования Бермехи стал важен для определения принадлежности нефтяного поля Ойос-де-Дона.

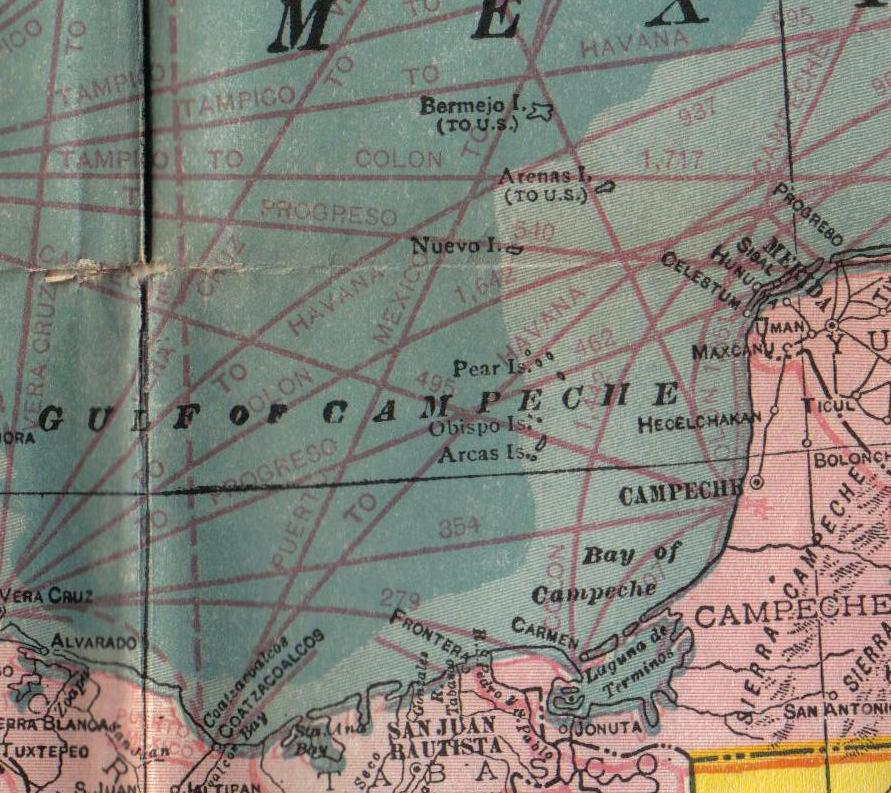
Карта 1914 года из коллекции Дэвида Рамзи, заявляющая притязания США на «Bermejo I.»

Несмотря на то, что его местоположение относительно других островов было довольно точно определено известными испанскими картографами XVI века и остров был отчётливо виден на картах до середины XX века и даже до 1990-х годов, он не был найден ни в экспедиции 1997 года, ни в более детальном исследовании 2009 года, проведённом Национальным автономным университетом Мексики по поручению мексиканской Палаты депутатов.
Впервые остров упоминается в списке островов региона El Yucatán e Islas Adyacentes за авторством Алонсо де Санта Круса, изданном в Мадриде в 1539 году. Его точное положение указано и в Espejo de navegantes (Севилья, ок. 1540) Алонсо Чавеса, написавшего, что с отдаления этот остров выглядит «рыжим» (исп. bermeja). Согласно франко-мексиканскому картографу Мишелю Колпа, с 1844 года британские карты отмечали погружение острова примерно на 60 морских саженей.
Попытки объяснения видимого исчезновения Бермехи включают ошибочность наблюдений ранними картографами, изменения рельефа океанического дна, повышение уровня моря. Бывший конгрессмен Мексики Элиас Карденас, издавший в 2010 году междисциплинарное исследование вопроса пропажи острова, заявляет, что остров взорвало ЦРУ, дабы «открыть окно» притязаний США на включение в исключительную экономическую зону США нефтяного поля Ойос-де-Дона. Карденас утверждает, что правительство Мексики «имеет суверенные и исторические права на этот остров».
Неопределённость ситуации увеличивает пропажа из архивов госучреждений Мексики документов, касающихся подписанного в 2000 году Мексикой и США 10-летнего моратория на добычу углеводородов в этой области, а также циркуляция американских карт, заявляющих притязания США на этот остров (см. карту справа).
В 2008 году Мигель Анхель Гонсалес Феликс, советник по переговорам, касающимся месторождений, заявил, что остров был найден затонувшим, на глубине 40—50 метров.
Заявляется, что площадь острова была равна 80 квадратным километрам.

## Ойос-де-Дона
Нефтяное поле Ойос-де Дона (исп. Hoyos de Dona, англ. Doughnut Holes), открытие которого придало вопросу существования Бермехи стратегическую значимость, состоит из двух частей, лежавших на границе США и Мексики в середине Мексиканского залива, к северо-западу и северо-востоку от Бермехи (см. ссылку на карту справа).
Исчезновение Бермехи привело к изменению границ 200-мильной экономической зоны. В результате 9 июня 2000 года президенты Эрнесто Седильо и Билл Клинтон подписали договор, по которому граница экономических зон стран в Мексиканском заливе сместилась на юг, и территория Ойос-де-Дона перешла к США. Мексика продолжила поиски острова, но безрезультатно.
Перешедшие к США нефтяные запасы оцениваются в более чем 22 миллиарда баррелей (более $1,5 трлн в ценах 2018 года).